# David Stoddart (géographe)
Pour les articles homonymes, voir Stoddart.
David Ross Stoddart, OBE (15 novembre 1937 - 23 novembre 2014) est un géographe britannique, spécialisé dans l'étude des récifs coralliens et des atolls. Il est également connu pour ses importants travaux sur l'histoire et la philosophie de la géographie. Il a d'abord été chargé de cours à Cambridge puis professeur et professeur émérite à Berkeley,.

## Formation et vie privée
Stoddart a grandi à Stockton-on-Tees, au nord-est de l'Angleterre. Ses parents ont tous les deux servi en France lors de la Première Guerre mondiale, son père dans les Royal Flying Corps et sa mère comme infirmière. Son père est ensuite devenu ingénieur pour Ashmore, Benson, and Pease (plus tard Davy International ; appartenant maintenant à Siemens). Il a deux frères et sœurs.
Il épouse une collègue géographe de Cambridge en juin 1961 et a une fille, Aldabra (nommée d'après l'île) et un fils, Michael. Il a rassemblé une très grande bibliothèque privée à Berkeley.
Stoddart souffrait d'un diabète et d'un cancer de la peau à la fin de sa vie. Il décède à Berkeley, en Californie le 23 novembre 2014. 

## Carrière académique
Stoddart était probablement la première personne de son petit lycée local (aujourd'hui démoli) à entrer à Cambridge, en 1956. Il étudie la géographie tropicale à St.John's College avec Alfred Steers, jusqu'à ce qu'il obtienne son diplôme en 1959. Il s'introduit aux récifs coralliens avec l'expédition universitaire de Cambridge au Honduras Britannique (Belize), en 1959-1960. Il y retourne afin de poursuivre des recherches sur les coraux et la végétation des cayes, travaillant pour la Louisiana State University sur les effets d'un important ouragan. Il obtient son doctorat en 1964 à Cambridge pour ce travail et gravit la hiérarchie académique à Cambridge où il reste jusqu'en 1987.
Il est nommé directeur du département et professeur de géographie à Berkeley en 1988, restant à sa tête jusqu'en 1994 où il est forcé de passer la main par le doyen. Il prend sa retraite en 2000, invoquant des problèmes de santé.
Stoddart a étudié la géomorphologie et l'écologie des îles tropicales et des récifs. Commençant par Belize, il étudie successivement les Maldives, les Seychelles, les Iles Salomon, et de nombreux atolls du Pacifique dont la Grande Barrière de Corail, Aitutaki et les îles Phoenix. Son attention particulière a été de documenter les végétations présentes sur les atolls et de les relier par la biologie évolutive. Il s'est également concentré sur la morphologie des atolls depuis le Pléistocène.

Dans le milieu des années 1960, accompagnant une expédition militaire, il découvre une très grande biodiversité et étudie les populations de tortues géantes sur l'île d'Aldabra, dans les Seychelles. Ses travaux scientifiques ont permis l'annulation de la construction d'un aéroport militaire et l'île a été classée au patrimoine mondial en 1982. 
Il a également porté un intérêt à l'histoire de sa discipline, publiant une œuvre majeure, On Geography and Its History en 1986 et de nombreux articles sur la géographie et la contribution de Darwin à la compréhension de la Terre. Parallèlement à cela, il mène un programme sur la morphologie et l'hydrodynamique des marais salants au Royaume-Uni, de même qu'il s'intéresse aux mangroves et à la sédimentation dans leurs marais. 
Il publie la majorité de ses travaux dans l'Atoll Research Bulletin de la Smithsonian Institution dont il est membre à partir des années 1980. Il est également l'un des fondateurs du journal Progress in Geography, et le premier rédacteur en chef du journal Coral Reefs. Il est par ailleurs le cofondateur et le premier président de l'International Society for Reef Studies et met en place l'International Coral Reef Symposium qui a lieu tous les quatre ans. Il est également impliqué dans la nomination de l'année 1997 comme l'année internationale des récifs coralliens et dans le Global Coral Reef Monitoring Network.

## Distinctions
- Ness Award, Royal Geographical Society, 1965
- Prix Manley-Bendall, Institut Océanographique de Monaco et Société Océanographique de Paris, 1972.
- Darwin Medal de l'International Society for Reef Studies, 1988 (premier récipiendaire).
- Officier de l'Ordre de l'Empire britannique (OBE), 1979.
- Founder's Gold Medal de la Royal Geographical Society, 1979.
- Livingstone Gold Medal de la Royal Scottish Geographical Society, 1981.
- Herbert E. Gregory Medal de la Pacific Science Association, 1986.
- Fellow de la American Association for the Advancement of Science, 2000.
- George Davidson Medal de la American Geographical Society, 2001.
- Une bourse de University of Seychelles, porte son nom en l'honneur de sa protection de l'île d'Aldabra contre l'usage militaire.